# Tour de Suisse 2025
Tour de Suisse 2025 – 88. edycja wyścigu kolarskiego Tour de Suisse, która odbyła się w dniach od 15 do 22 czerwca 2025 na liczącej ponad 1282 kilometrów trasie składającej się z 8 etapów i biegnącej z Küssnacht do Emmetten-Stockhütte. Impreza kategorii 2.UWT była częścią UCI World Tour 2025.

## Etapy
| Etap | Data   | Start – Meta                                | type                                | Dystans (km) | Suma wzniesień (m) | Zwycięzca etapu   | Lider           |
| ---- | ------ | ------------------------------------------- | ----------------------------------- | ------------ | ------------------ | ----------------- | --------------- |
| 1    | 15 cze | Küssnacht – Küssnacht                       | płaski                              | 127,2        | 1959 m             | Romain Grégoire   | Romain Grégoire |
| 2    | 16 cze | Aarau – Schwarzsee                          | pagórkowaty                         | 177,1        | 2488 m             | Vincenzo Albanese | Romain Grégoire |
| 3    | 17 cze | Aarau – Heiden                              | pagórkowaty                         | 191          | 3012 m             | Quinn Simmons     | Romain Grégoire |
| 4    | 18 cze | Heiden – Piuro                              | górski                              | 193,1        | 2798 m             | João Almeida      | Romain Grégoire |
| 5    | 19 cze | La Punt Chamues-ch – Santa Maria in Calanca | górski                              | 183,7        | 3828 m             | Oscar Onley       | Kévin Vauquelin |
| 6    | 20 cze | Chur – Neuhausen am Rheinfall               | pagórkowaty                         | 188,7        | 2234 m             | Jordi Meeus       | Kévin Vauquelin |
| 7    | 21 cze | Neuhausen am Rheinfall – Emmetten           | pagórkowaty                         | 211,8        | 3179 m             | João Almeida      | Kévin Vauquelin |
| 8    | 22 cze | Beckenried – Emmetten-Stockhütte            | jazda indywidualna na czas pod górę | 10,1         | 836 m              | João Almeida      | João Almeida    |

## Uczestnicy

### Drużyny
| WorldTeams (18)- EF Education-EasyPost - Alpecin-Deceuninck - Arkéa-B&B Hotels - XDS Astana Team - Bahrain-Victorious - Cofidis - Decathlon AG2R La Mondiale Team - Groupama-FDJ - Ineos Grenadiers - Intermarché-Wanty - Lidl-Trek - Movistar Team - Red Bull-BORA-hansgrohe - Soudal Quick-Step - Team Picnic-PostNL - Team Jayco AlUla - Team Visma \| Lease a Bike - UAE Team Emirates XRG ProTeams (4)- Lotto - Israel-Premier Tech - Tudor Pro Cycling Team - Q36.5 Pro Cycling Team |
| |

### Lista startowa
| UAE Team Emirates XRG UAD             | UAE Team Emirates XRG UAD       | UAE Team Emirates XRG UAD |
| ------------------------------------- | ------------------------------- | ------------------------- |
| Nr                                    | Kolarz                          | Miejsce                   |
| 1                                     | Jan Christen (SUI)              | DNF-6                     |
| 2                                     | Mikkel Bjerg (DEN)              | OTL-8                     |
| 3                                     | João Almeida (POR)              | 1.                        |
| 4                                     | Felix Großschartner (AUT) (ITT) | 11.                       |
| 5                                     | Vegard Stake Laengen (NOR)      | 85.                       |
| 6                                     | Julius Johansen (DEN)           | 100.                      |
| 7                                     | António Morgado (POR)           | 64.                       |
| Dyrektor sportowy : Simone Pedrazzini |                                 |                           |

| Alpecin-Deceuninck ADC              | Alpecin-Deceuninck ADC      | Alpecin-Deceuninck ADC |
| ----------------------------------- | --------------------------- | ---------------------- |
| Nr                                  | Kolarz                      | Miejsce                |
| 11                                  | Silvan Dillier (SUI)        | 111.                   |
| 12                                  | Ramses Debruyne (BEL)       | 34.                    |
| 13                                  | Gal Glivar (SLO)            | 70.                    |
| 14                                  | Jimmy Janssens (BEL)        | 115.                   |
| 15                                  | Henri Uhlig (GER)           | 117.                   |
| 16                                  | Emiel Verstrynge (BEL)      | 32.                    |
| 17                                  | Fabio Van den Bossche (BEL) | OTL-8                  |
| Dyrektor sportowy : Jens Keukeleire |                             |                        |

| Arkéa-B&B Hotels ARK               | Arkéa-B&B Hotels ARK   | Arkéa-B&B Hotels ARK |
| ---------------------------------- | ---------------------- | -------------------- |
| Nr                                 | Kolarz                 | Miejsce              |
| 21                                 | Ewen Costiou (FRA)     | 23.                  |
| 22                                 | Élie Gesbert (FRA)     | DNF-1                |
| 23                                 | Laurens Huys (BEL)     | DNF-3                |
| 24                                 | Mathis Le Berre (FRA)  | 80.                  |
| 25                                 | Martin Tjøtta (NOR)    | 94.                  |
| 26                                 | Kévin Vauquelin (FRA)  | 2.                   |
| 27                                 | Alessandro Verre (ITA) | DNF-6                |
| Dyrektor sportowy : Mickael Leveau |                        |                      |

| Cofidis COF                           | Cofidis COF            | Cofidis COF |
| ------------------------------------- | ---------------------- | ----------- |
| Nr                                    | Kolarz                 | Miejsce     |
| 31                                    | Ion Izagirre (ESP)     | 52.         |
| 32                                    | Nolann Mahoudo (FRA)   | DNF-6       |
| 33                                    | Sam Maisonobe (FRA)    | 27.         |
| 34                                    | Sylvain Moniquet (BEL) | 96.         |
| 35                                    | Stefano Oldani (ITA)   | 60.         |
| 36                                    | Jan Maas (NED)         | 73.         |
| 37                                    | Sergio Samitier (ESP)  | 54.         |
| Dyrektor sportowy : Yvonnick Bolgiani |                        |             |

| Bahrain Victorious TBV           | Bahrain Victorious TBV   | Bahrain Victorious TBV |
| -------------------------------- | ------------------------ | ---------------------- |
| Nr                               | Kolarz                   | Miejsce                |
| 41                               | Matej Mohorič (SLO)      | 63.                    |
| 42                               | Pello Bilbao (ESP)       | 57.                    |
| 43                               | Rainer Kepplinger (AUT)  | 47.                    |
| 44                               | Nicolo Buratti (ITA)     | 82.                    |
| 45                               | Finlay Pickering (GBR)   | 13.                    |
| 46                               | Mathijs Paasschens (NED) | 68.                    |
| 47                               | Max van der Meulen (NED) | DNS-2                  |
| Dyrektor sportowy : Michał Gołaś |                          |                        |

| Decathlon-AG2R La Mondiale DAT    | Decathlon-AG2R La Mondiale DAT | Decathlon-AG2R La Mondiale DAT |
| --------------------------------- | ------------------------------ | ------------------------------ |
| Nr                                | Kolarz                         | Miejsce                        |
| 51                                | Felix Gall (AUT)               | 4.                             |
| 52                                | Léo Bisiaux (FRA)              | 35.                            |
| 53                                | Stefan Bissegger (SUI)         | 104.                           |
| 54                                | Benoît Cosnefroy (FRA)         | DNF-1                          |
| 55                                | Callum Scotson (AUS)           | 28.                            |
| 56                                | Paul Lapeira (FRA) (szosa)     | 74.                            |
| 57                                | Nans Peters (FRA)              | 77.                            |
| Dyrektor sportowy : Julien Jurdie |                                |                                |

| EF Education-EasyPost EFE              | EF Education-EasyPost EFE | EF Education-EasyPost EFE |
| -------------------------------------- | ------------------------- | ------------------------- |
| Nr                                     | Kolarz                    | Miejsce                   |
| 61                                     | Rui Costa (POR) (szosa)   | 81.                       |
| 62                                     | Vincenzo Albanese (ITA)   | 103.                      |
| 63                                     | Samuele Battistella (ITA) | 89.                       |
| 64                                     | Madis Mihkels (EST)       | 105.                      |
| 65                                     | Neilson Powless (USA)     | 38.                       |
| 66                                     | Harry Sweeny (AUS)        | 76.                       |
| 67                                     | Max Walker (GBR)          | 114.                      |
| Dyrektor sportowy : Tejay van Garderen |                           |                           |

| Groupama-FDJ GFC | Groupama-FDJ GFC        | Groupama-FDJ GFC |
| ---------------- | ----------------------- | ---------------- |
| Nr               | Kolarz                  | Miejsce          |
| 71               | Stefan Küng (SUI) (ITT) | 58.              |
| 72               | Lewis Askey (GBR)       | 90.              |
| 73               | Romain Grégoire (FRA)   | 17.              |
| 74               | Johan Jacobs (SUI)      | DNF-1            |
| 75               | Olivier Le Gac (FRA)    | 120.             |
| 76               | Eddy Le Huitouze (FRA)  | 110.             |
| 77               | Valentin Madouas (FRA)  | 26.              |

| Ineos Grenadiers IGD                | Ineos Grenadiers IGD     | Ineos Grenadiers IGD |
| ----------------------------------- | ------------------------ | -------------------- |
| Nr                                  | Kolarz                   | Miejsce              |
| 81                                  | Geraint Thomas (GBR)     | DNS-4                |
| 82                                  | Laurens De Plus (BEL)    | DNF-4                |
| 83                                  | Lucas Hamilton (AUS)     | 75.                  |
| 84                                  | Bob Jungels (LUX)        | 37.                  |
| 85                                  | Ben Swift (GBR)          | 46.                  |
| 86                                  | Andrew August (USA)      | 49.                  |
| 87                                  | Victor Langellotti (MON) | 44.                  |
| Dyrektor sportowy : Christian Knees |                          |                      |

| Intermarché-Wanty IWA              | Intermarché-Wanty IWA           | Intermarché-Wanty IWA |
| ---------------------------------- | ------------------------------- | --------------------- |
| Nr                                 | Kolarz                          | Miejsce               |
| 91                                 | Georg Zimmermann (GER)          | 15.                   |
| 92                                 | Kevin Colleoni (ITA)            | DNF-5                 |
| 93                                 | Alexander Kamp (DEN)            | 109.                  |
| 94                                 | Gerben Kuypers (BEL)            | 84.                   |
| 95                                 | Simone Petilli (ITA)            | 62.                   |
| 96                                 | Jonas Rutsch (GER)              | 66.                   |
| 97                                 | Roel van Sintmaartensdijk (NED) | DNF-6                 |
| Dyrektor sportowy : Steven De Neef |                                 |                       |

| Lidl-Trek LTK                     | Lidl-Trek LTK               | Lidl-Trek LTK |
| --------------------------------- | --------------------------- | ------------- |
| Nr                                | Kolarz                      | Miejsce       |
| 101                               | Tao Geoghegan Hart (GBR)    | 25.           |
| 102                               | Andrea Bagioli (ITA)        | DNS-7         |
| 103                               | Juan Pedro López (ESP)      | 36.           |
| 104                               | Otto Vergaerde (BEL)        | 56.           |
| 105                               | Lennard Kämna (GER)         | 6.            |
| 106                               | Sam Oomen (NED)             | 51.           |
| 107                               | Quinn Simmons (USA) (szosa) | 30.           |
| Dyrektor sportowy : Michael Schär |                             |               |

| Movistar Team MOV                       | Movistar Team MOV     | Movistar Team MOV |
| --------------------------------------- | --------------------- | ----------------- |
| Nr                                      | Kolarz                | Miejsce           |
| 111                                     | Nairo Quintana (COL)  | 50.               |
| 112                                     | Pablo Castrillo (ESP) | 9.                |
| 113                                     | William Barta (USA)   | 12.               |
| 114                                     | Albert Torres (ESP)   | DNF-7             |
| 115                                     | Nelson Oliveira (POR) | 78.               |
| 116                                     | Javier Romo (ESP)     | 39.               |
| 117                                     | Pelayo Sánchez (ESP)  | DNF-4             |
| Dyrektor sportowy : Maximilian Sciandri |                       |                   |

| Red Bull-Bora-Hansgrohe RBH           | Red Bull-Bora-Hansgrohe RBH | Red Bull-Bora-Hansgrohe RBH |
| ------------------------------------- | --------------------------- | --------------------------- |
| Nr                                    | Kolarz                      | Miejsce                     |
| 121                                   | Aleksandr Własow (RUS)      | 21.                         |
| 122                                   | Roger Adrià (ESP)           | DNF-7                       |
| 123                                   | Anton Palzer (GER)          | DNS-2                       |
| 124                                   | Jonas Koch (GER)            | 99.                         |
| 125                                   | Jordi Meeus (BEL)           | DNF-7                       |
| 126                                   | Matteo Sobrero (ITA)        | 29.                         |
| 127                                   | Danny van Poppel (NED)      | 95.                         |
| Dyrektor sportowy : Heinrich Haussler |                             |                             |

| Soudal Quick-Step SOQ                | Soudal Quick-Step SOQ       | Soudal Quick-Step SOQ |
| ------------------------------------ | --------------------------- | --------------------- |
| Nr                                   | Kolarz                      | Miejsce               |
| 131                                  | Ayco Bastiaens (BEL)        | 106.                  |
| 132                                  | James Knox (GBR)            | DNF-3                 |
| 133                                  | Antoine Huby (FRA)          | 98.                   |
| 134                                  | William Junior Lecerf (BEL) | 53.                   |
| 135                                  | Pieter Serry (BEL)          | 65.                   |
| 136                                  | Ilan Van Wilder (BEL)       | 8.                    |
| 137                                  | Mauri Vansevenant (BEL)     | 42.                   |
| Dyrektor sportowy : Wilfried Peeters |                             |                       |

| Team Jayco AlUla JAY              | Team Jayco AlUla JAY         | Team Jayco AlUla JAY |
| --------------------------------- | ---------------------------- | -------------------- |
| Nr                                | Kolarz                       | Miejsce              |
| 141                               | Mauro Schmid (SUI) (szosa)   | 43.                  |
| 142                               | Luke Durbridge (AUS) (szosa) | 87.                  |
| 143                               | Patrick Gamper (AUT)         | 83.                  |
| 144                               | Felix Engelhardt (GER)       | 61.                  |
| 145                               | Ben O’Connor (AUS)           | 7.                   |
| 146                               | Jasha Sütterlin (GER)        | DNF-7                |
| 147                               | Filippo Zana (ITA)           | DNF-2                |
| Dyrektor sportowy : Mathew Hayman |                              |                      |

| Team Picnic-PostNL TPP           | Team Picnic-PostNL TPP    | Team Picnic-PostNL TPP |
| -------------------------------- | ------------------------- | ---------------------- |
| Nr                               | Kolarz                    | Miejsce                |
| 151                              | Warren Barguil (FRA)      | 16.                    |
| 152                              | Pavel Bittner (CZE)       | 108.                   |
| 153                              | Sean Flynn (GBR)          | 88.                    |
| 154                              | Oscar Onley (GBR)         | 3.                     |
| 155                              | Alexander Edmondson (AUS) | DNS-8                  |
| 156                              | Frank van den Broek (NED) | 41.                    |
| 157                              | Tim Naberman (NED)        | 116.                   |
| Dyrektor sportowy : Pim Ligthart |                           |                        |

| Team Visma \| Lease a Bike TVL      | Team Visma \| Lease a Bike TVL | Team Visma \| Lease a Bike TVL |
| ----------------------------------- | ------------------------------ | ------------------------------ |
| Nr                                  | Kolarz                         | Miejsce                        |
| 161                                 | Menno Huising (NED)            | DNF-3                          |
| 162                                 | Julien Vermote (BEL)           | 91.                            |
| 163                                 | Tiesj Benoot (BEL)             | 40.                            |
| 164                                 | Thomas Gloag (GBR)             | 79.                            |
| 165                                 | Tijmen Graat (NED)             | 24.                            |
| 166                                 | Steven Kruijswijk (NED)        | DNF-7                          |
| 167                                 | Bart Lemmen (NED)              | 20.                            |
| Dyrektor sportowy : Maarten Wynants |                                |                                |

| XDS Astana Team XAT                | XDS Astana Team XAT               | XDS Astana Team XAT |
| ---------------------------------- | --------------------------------- | ------------------- |
| Nr                                 | Kolarz                            | Miejsce             |
| 171                                | Davide Ballerini (ITA)            | 112.                |
| 172                                | Anthon Charmig (DEN)              | 55.                 |
| 173                                | Nicola Conci (ITA)                | 22.                 |
| 174                                | Clément Champoussin (FRA) (szosa) | 10.                 |
| 175                                | Alberto Bettiol (ITA) (szosa)     | 101.                |
| 176                                | Fausto Masnada (ITA)              | 69.                 |
| 177                                | Lorenzo Fortunato (ITA)           | 48.                 |
| Dyrektor sportowy : Dmitrij Siedun |                                   |                     |

| Israel-Premier Tech IPT                      | Israel-Premier Tech IPT     | Israel-Premier Tech IPT |
| -------------------------------------------- | --------------------------- | ----------------------- |
| Nr                                           | Kolarz                      | Miejsce                 |
| 181                                          | Chris Froome (GBR)          | 97.                     |
| 182                                          | Joseph Blackmore (GBR)      | 19.                     |
| 183                                          | George Bennett (NZL)        | 14.                     |
| 184                                          | Hugo Houle (CAN)            | 33.                     |
| 185                                          | Simon Clarke (AUS)          | DNF-7                   |
| 186                                          | Matthew Riccitello (USA)    | DNF-7                   |
| 187                                          | Michael Woods (CAN) (szosa) | DNF-4                   |
| Dyrektor sportowy : Jonathan Patrick McCarty |                             |                         |

| Lotto LOT                         | Lotto LOT                   | Lotto LOT |
| --------------------------------- | --------------------------- | --------- |
| Nr                                | Kolarz                      | Miejsce   |
| 191                               | Arnaud De Lie (BEL) (szosa) | 113.      |
| 192                               | Jasper De Buyst (BEL)       | 119.      |
| 193                               | Sébastien Grignard (BEL)    | 118.      |
| 194                               | Eduardo Sepúlveda (ARG)     | 18.       |
| 195                               | Arjen Livyns (BEL)          | 72.       |
| 196                               | Brent Van Moer (BEL)        | 86.       |
| 197                               | Jonas Gregaard (DEN)        | 107.      |
| Dyrektor sportowy : Tony Gallopin |                             |           |

| Q36.5 Pro Cycling Team Q36           | Q36.5 Pro Cycling Team Q36 | Q36.5 Pro Cycling Team Q36 |
| ------------------------------------ | -------------------------- | -------------------------- |
| Nr                                   | Kolarz                     | Miejsce                    |
| 201                                  | Fabio Christen (SUI)       | 67.                        |
| 202                                  | Matteo Badilatti (SUI)     | 59.                        |
| 203                                  | Gianluca Brambilla (ITA)   | 45.                        |
| 204                                  | Sjoerd Bax (NED)           | DNF-7                      |
| 205                                  | David de la Cruz (ESP)     | DNF-5                      |
| 206                                  | Marcel Camprubí (ESP)      | 31.                        |
| 207                                  | David González López (ESP) | 93.                        |
| Dyrektor sportowy : Michael Albasini |                            |                            |

| Tudor Pro Cycling Team TUD              | Tudor Pro Cycling Team TUD | Tudor Pro Cycling Team TUD |
| --------------------------------------- | -------------------------- | -------------------------- |
| Nr                                      | Kolarz                     | Miejsce                    |
| 211                                     | Marc Hirschi (SUI)         | DNS-8                      |
| 212                                     | Julian Alaphilippe (FRA)   | 5.                         |
| 213                                     | Marco Haller (AUT)         | DNS-8                      |
| 214                                     | Petr Kelemen (CZE)         | DNF-7                      |
| 215                                     | Marius Mayrhofer (GER)     | 92.                        |
| 216                                     | Larry Warbasse (USA)       | 71.                        |
| 217                                     | Luc Wirtgen (LUX)          | 102.                       |
| Dyrektor sportowy : Sylvain Blanquefort |                            |                            |

| UAE Team Emirates XRG UAD             | UAE Team Emirates XRG UAD       | UAE Team Emirates XRG UAD |
| ------------------------------------- | ------------------------------- | ------------------------- |
| Nr                                    | Kolarz                          | Miejsce                   |
| 1                                     | Jan Christen (SUI)              | DNF-6                     |
| 2                                     | Mikkel Bjerg (DEN)              | OTL-8                     |
| 3                                     | João Almeida (POR)              | 1.                        |
| 4                                     | Felix Großschartner (AUT) (ITT) | 11.                       |
| 5                                     | Vegard Stake Laengen (NOR)      | 85.                       |
| 6                                     | Julius Johansen (DEN)           | 100.                      |
| 7                                     | António Morgado (POR)           | 64.                       |
| Dyrektor sportowy : Simone Pedrazzini |                                 |                           |

| Alpecin-Deceuninck ADC              | Alpecin-Deceuninck ADC      | Alpecin-Deceuninck ADC |
| ----------------------------------- | --------------------------- | ---------------------- |
| Nr                                  | Kolarz                      | Miejsce                |
| 11                                  | Silvan Dillier (SUI)        | 111.                   |
| 12                                  | Ramses Debruyne (BEL)       | 34.                    |
| 13                                  | Gal Glivar (SLO)            | 70.                    |
| 14                                  | Jimmy Janssens (BEL)        | 115.                   |
| 15                                  | Henri Uhlig (GER)           | 117.                   |
| 16                                  | Emiel Verstrynge (BEL)      | 32.                    |
| 17                                  | Fabio Van den Bossche (BEL) | OTL-8                  |
| Dyrektor sportowy : Jens Keukeleire |                             |                        |

| Arkéa-B&B Hotels ARK               | Arkéa-B&B Hotels ARK   | Arkéa-B&B Hotels ARK |
| ---------------------------------- | ---------------------- | -------------------- |
| Nr                                 | Kolarz                 | Miejsce              |
| 21                                 | Ewen Costiou (FRA)     | 23.                  |
| 22                                 | Élie Gesbert (FRA)     | DNF-1                |
| 23                                 | Laurens Huys (BEL)     | DNF-3                |
| 24                                 | Mathis Le Berre (FRA)  | 80.                  |
| 25                                 | Martin Tjøtta (NOR)    | 94.                  |
| 26                                 | Kévin Vauquelin (FRA)  | 2.                   |
| 27                                 | Alessandro Verre (ITA) | DNF-6                |
| Dyrektor sportowy : Mickael Leveau |                        |                      |

| Cofidis COF                           | Cofidis COF            | Cofidis COF |
| ------------------------------------- | ---------------------- | ----------- |
| Nr                                    | Kolarz                 | Miejsce     |
| 31                                    | Ion Izagirre (ESP)     | 52.         |
| 32                                    | Nolann Mahoudo (FRA)   | DNF-6       |
| 33                                    | Sam Maisonobe (FRA)    | 27.         |
| 34                                    | Sylvain Moniquet (BEL) | 96.         |
| 35                                    | Stefano Oldani (ITA)   | 60.         |
| 36                                    | Jan Maas (NED)         | 73.         |
| 37                                    | Sergio Samitier (ESP)  | 54.         |
| Dyrektor sportowy : Yvonnick Bolgiani |                        |             |

| Bahrain Victorious TBV           | Bahrain Victorious TBV   | Bahrain Victorious TBV |
| -------------------------------- | ------------------------ | ---------------------- |
| Nr                               | Kolarz                   | Miejsce                |
| 41                               | Matej Mohorič (SLO)      | 63.                    |
| 42                               | Pello Bilbao (ESP)       | 57.                    |
| 43                               | Rainer Kepplinger (AUT)  | 47.                    |
| 44                               | Nicolo Buratti (ITA)     | 82.                    |
| 45                               | Finlay Pickering (GBR)   | 13.                    |
| 46                               | Mathijs Paasschens (NED) | 68.                    |
| 47                               | Max van der Meulen (NED) | DNS-2                  |
| Dyrektor sportowy : Michał Gołaś |                          |                        |

| Decathlon-AG2R La Mondiale DAT    | Decathlon-AG2R La Mondiale DAT | Decathlon-AG2R La Mondiale DAT |
| --------------------------------- | ------------------------------ | ------------------------------ |
| Nr                                | Kolarz                         | Miejsce                        |
| 51                                | Felix Gall (AUT)               | 4.                             |
| 52                                | Léo Bisiaux (FRA)              | 35.                            |
| 53                                | Stefan Bissegger (SUI)         | 104.                           |
| 54                                | Benoît Cosnefroy (FRA)         | DNF-1                          |
| 55                                | Callum Scotson (AUS)           | 28.                            |
| 56                                | Paul Lapeira (FRA) (szosa)     | 74.                            |
| 57                                | Nans Peters (FRA)              | 77.                            |
| Dyrektor sportowy : Julien Jurdie |                                |                                |

| EF Education-EasyPost EFE              | EF Education-EasyPost EFE | EF Education-EasyPost EFE |
| -------------------------------------- | ------------------------- | ------------------------- |
| Nr                                     | Kolarz                    | Miejsce                   |
| 61                                     | Rui Costa (POR) (szosa)   | 81.                       |
| 62                                     | Vincenzo Albanese (ITA)   | 103.                      |
| 63                                     | Samuele Battistella (ITA) | 89.                       |
| 64                                     | Madis Mihkels (EST)       | 105.                      |
| 65                                     | Neilson Powless (USA)     | 38.                       |
| 66                                     | Harry Sweeny (AUS)        | 76.                       |
| 67                                     | Max Walker (GBR)          | 114.                      |
| Dyrektor sportowy : Tejay van Garderen |                           |                           |

| Groupama-FDJ GFC | Groupama-FDJ GFC        | Groupama-FDJ GFC |
| ---------------- | ----------------------- | ---------------- |
| Nr               | Kolarz                  | Miejsce          |
| 71               | Stefan Küng (SUI) (ITT) | 58.              |
| 72               | Lewis Askey (GBR)       | 90.              |
| 73               | Romain Grégoire (FRA)   | 17.              |
| 74               | Johan Jacobs (SUI)      | DNF-1            |
| 75               | Olivier Le Gac (FRA)    | 120.             |
| 76               | Eddy Le Huitouze (FRA)  | 110.             |
| 77               | Valentin Madouas (FRA)  | 26.              |

| Ineos Grenadiers IGD                | Ineos Grenadiers IGD     | Ineos Grenadiers IGD |
| ----------------------------------- | ------------------------ | -------------------- |
| Nr                                  | Kolarz                   | Miejsce              |
| 81                                  | Geraint Thomas (GBR)     | DNS-4                |
| 82                                  | Laurens De Plus (BEL)    | DNF-4                |
| 83                                  | Lucas Hamilton (AUS)     | 75.                  |
| 84                                  | Bob Jungels (LUX)        | 37.                  |
| 85                                  | Ben Swift (GBR)          | 46.                  |
| 86                                  | Andrew August (USA)      | 49.                  |
| 87                                  | Victor Langellotti (MON) | 44.                  |
| Dyrektor sportowy : Christian Knees |                          |                      |

| Intermarché-Wanty IWA              | Intermarché-Wanty IWA           | Intermarché-Wanty IWA |
| ---------------------------------- | ------------------------------- | --------------------- |
| Nr                                 | Kolarz                          | Miejsce               |
| 91                                 | Georg Zimmermann (GER)          | 15.                   |
| 92                                 | Kevin Colleoni (ITA)            | DNF-5                 |
| 93                                 | Alexander Kamp (DEN)            | 109.                  |
| 94                                 | Gerben Kuypers (BEL)            | 84.                   |
| 95                                 | Simone Petilli (ITA)            | 62.                   |
| 96                                 | Jonas Rutsch (GER)              | 66.                   |
| 97                                 | Roel van Sintmaartensdijk (NED) | DNF-6                 |
| Dyrektor sportowy : Steven De Neef |                                 |                       |

| Lidl-Trek LTK                     | Lidl-Trek LTK               | Lidl-Trek LTK |
| --------------------------------- | --------------------------- | ------------- |
| Nr                                | Kolarz                      | Miejsce       |
| 101                               | Tao Geoghegan Hart (GBR)    | 25.           |
| 102                               | Andrea Bagioli (ITA)        | DNS-7         |
| 103                               | Juan Pedro López (ESP)      | 36.           |
| 104                               | Otto Vergaerde (BEL)        | 56.           |
| 105                               | Lennard Kämna (GER)         | 6.            |
| 106                               | Sam Oomen (NED)             | 51.           |
| 107                               | Quinn Simmons (USA) (szosa) | 30.           |
| Dyrektor sportowy : Michael Schär |                             |               |

| Movistar Team MOV                       | Movistar Team MOV     | Movistar Team MOV |
| --------------------------------------- | --------------------- | ----------------- |
| Nr                                      | Kolarz                | Miejsce           |
| 111                                     | Nairo Quintana (COL)  | 50.               |
| 112                                     | Pablo Castrillo (ESP) | 9.                |
| 113                                     | William Barta (USA)   | 12.               |
| 114                                     | Albert Torres (ESP)   | DNF-7             |
| 115                                     | Nelson Oliveira (POR) | 78.               |
| 116                                     | Javier Romo (ESP)     | 39.               |
| 117                                     | Pelayo Sánchez (ESP)  | DNF-4             |
| Dyrektor sportowy : Maximilian Sciandri |                       |                   |

| Red Bull-Bora-Hansgrohe RBH           | Red Bull-Bora-Hansgrohe RBH | Red Bull-Bora-Hansgrohe RBH |
| ------------------------------------- | --------------------------- | --------------------------- |
| Nr                                    | Kolarz                      | Miejsce                     |
| 121                                   | Aleksandr Własow (RUS)      | 21.                         |
| 122                                   | Roger Adrià (ESP)           | DNF-7                       |
| 123                                   | Anton Palzer (GER)          | DNS-2                       |
| 124                                   | Jonas Koch (GER)            | 99.                         |
| 125                                   | Jordi Meeus (BEL)           | DNF-7                       |
| 126                                   | Matteo Sobrero (ITA)        | 29.                         |
| 127                                   | Danny van Poppel (NED)      | 95.                         |
| Dyrektor sportowy : Heinrich Haussler |                             |                             |

| Soudal Quick-Step SOQ                | Soudal Quick-Step SOQ       | Soudal Quick-Step SOQ |
| ------------------------------------ | --------------------------- | --------------------- |
| Nr                                   | Kolarz                      | Miejsce               |
| 131                                  | Ayco Bastiaens (BEL)        | 106.                  |
| 132                                  | James Knox (GBR)            | DNF-3                 |
| 133                                  | Antoine Huby (FRA)          | 98.                   |
| 134                                  | William Junior Lecerf (BEL) | 53.                   |
| 135                                  | Pieter Serry (BEL)          | 65.                   |
| 136                                  | Ilan Van Wilder (BEL)       | 8.                    |
| 137                                  | Mauri Vansevenant (BEL)     | 42.                   |
| Dyrektor sportowy : Wilfried Peeters |                             |                       |

| Team Jayco AlUla JAY              | Team Jayco AlUla JAY         | Team Jayco AlUla JAY |
| --------------------------------- | ---------------------------- | -------------------- |
| Nr                                | Kolarz                       | Miejsce              |
| 141                               | Mauro Schmid (SUI) (szosa)   | 43.                  |
| 142                               | Luke Durbridge (AUS) (szosa) | 87.                  |
| 143                               | Patrick Gamper (AUT)         | 83.                  |
| 144                               | Felix Engelhardt (GER)       | 61.                  |
| 145                               | Ben O’Connor (AUS)           | 7.                   |
| 146                               | Jasha Sütterlin (GER)        | DNF-7                |
| 147                               | Filippo Zana (ITA)           | DNF-2                |
| Dyrektor sportowy : Mathew Hayman |                              |                      |

| Team Picnic-PostNL TPP           | Team Picnic-PostNL TPP    | Team Picnic-PostNL TPP |
| -------------------------------- | ------------------------- | ---------------------- |
| Nr                               | Kolarz                    | Miejsce                |
| 151                              | Warren Barguil (FRA)      | 16.                    |
| 152                              | Pavel Bittner (CZE)       | 108.                   |
| 153                              | Sean Flynn (GBR)          | 88.                    |
| 154                              | Oscar Onley (GBR)         | 3.                     |
| 155                              | Alexander Edmondson (AUS) | DNS-8                  |
| 156                              | Frank van den Broek (NED) | 41.                    |
| 157                              | Tim Naberman (NED)        | 116.                   |
| Dyrektor sportowy : Pim Ligthart |                           |                        |

| Team Visma \| Lease a Bike TVL      | Team Visma \| Lease a Bike TVL | Team Visma \| Lease a Bike TVL |
| ----------------------------------- | ------------------------------ | ------------------------------ |
| Nr                                  | Kolarz                         | Miejsce                        |
| 161                                 | Menno Huising (NED)            | DNF-3                          |
| 162                                 | Julien Vermote (BEL)           | 91.                            |
| 163                                 | Tiesj Benoot (BEL)             | 40.                            |
| 164                                 | Thomas Gloag (GBR)             | 79.                            |
| 165                                 | Tijmen Graat (NED)             | 24.                            |
| 166                                 | Steven Kruijswijk (NED)        | DNF-7                          |
| 167                                 | Bart Lemmen (NED)              | 20.                            |
| Dyrektor sportowy : Maarten Wynants |                                |                                |

| XDS Astana Team XAT                | XDS Astana Team XAT               | XDS Astana Team XAT |
| ---------------------------------- | --------------------------------- | ------------------- |
| Nr                                 | Kolarz                            | Miejsce             |
| 171                                | Davide Ballerini (ITA)            | 112.                |
| 172                                | Anthon Charmig (DEN)              | 55.                 |
| 173                                | Nicola Conci (ITA)                | 22.                 |
| 174                                | Clément Champoussin (FRA) (szosa) | 10.                 |
| 175                                | Alberto Bettiol (ITA) (szosa)     | 101.                |
| 176                                | Fausto Masnada (ITA)              | 69.                 |
| 177                                | Lorenzo Fortunato (ITA)           | 48.                 |
| Dyrektor sportowy : Dmitrij Siedun |                                   |                     |

| Israel-Premier Tech IPT                      | Israel-Premier Tech IPT     | Israel-Premier Tech IPT |
| -------------------------------------------- | --------------------------- | ----------------------- |
| Nr                                           | Kolarz                      | Miejsce                 |
| 181                                          | Chris Froome (GBR)          | 97.                     |
| 182                                          | Joseph Blackmore (GBR)      | 19.                     |
| 183                                          | George Bennett (NZL)        | 14.                     |
| 184                                          | Hugo Houle (CAN)            | 33.                     |
| 185                                          | Simon Clarke (AUS)          | DNF-7                   |
| 186                                          | Matthew Riccitello (USA)    | DNF-7                   |
| 187                                          | Michael Woods (CAN) (szosa) | DNF-4                   |
| Dyrektor sportowy : Jonathan Patrick McCarty |                             |                         |

| Lotto LOT                         | Lotto LOT                   | Lotto LOT |
| --------------------------------- | --------------------------- | --------- |
| Nr                                | Kolarz                      | Miejsce   |
| 191                               | Arnaud De Lie (BEL) (szosa) | 113.      |
| 192                               | Jasper De Buyst (BEL)       | 119.      |
| 193                               | Sébastien Grignard (BEL)    | 118.      |
| 194                               | Eduardo Sepúlveda (ARG)     | 18.       |
| 195                               | Arjen Livyns (BEL)          | 72.       |
| 196                               | Brent Van Moer (BEL)        | 86.       |
| 197                               | Jonas Gregaard (DEN)        | 107.      |
| Dyrektor sportowy : Tony Gallopin |                             |           |

| Q36.5 Pro Cycling Team Q36           | Q36.5 Pro Cycling Team Q36 | Q36.5 Pro Cycling Team Q36 |
| ------------------------------------ | -------------------------- | -------------------------- |
| Nr                                   | Kolarz                     | Miejsce                    |
| 201                                  | Fabio Christen (SUI)       | 67.                        |
| 202                                  | Matteo Badilatti (SUI)     | 59.                        |
| 203                                  | Gianluca Brambilla (ITA)   | 45.                        |
| 204                                  | Sjoerd Bax (NED)           | DNF-7                      |
| 205                                  | David de la Cruz (ESP)     | DNF-5                      |
| 206                                  | Marcel Camprubí (ESP)      | 31.                        |
| 207                                  | David González López (ESP) | 93.                        |
| Dyrektor sportowy : Michael Albasini |                            |                            |

| Tudor Pro Cycling Team TUD              | Tudor Pro Cycling Team TUD | Tudor Pro Cycling Team TUD |
| --------------------------------------- | -------------------------- | -------------------------- |
| Nr                                      | Kolarz                     | Miejsce                    |
| 211                                     | Marc Hirschi (SUI)         | DNS-8                      |
| 212                                     | Julian Alaphilippe (FRA)   | 5.                         |
| 213                                     | Marco Haller (AUT)         | DNS-8                      |
| 214                                     | Petr Kelemen (CZE)         | DNF-7                      |
| 215                                     | Marius Mayrhofer (GER)     | 92.                        |
| 216                                     | Larry Warbasse (USA)       | 71.                        |
| 217                                     | Luc Wirtgen (LUX)          | 102.                       |
| Dyrektor sportowy : Sylvain Blanquefort |                            |                            |

Legenda: DNF – nie ukończył etapu, OTL – przekroczył limit czasu, DNS – nie wystartował do etapu, DSQ – zdyskwalifikowany. Numer przy skrócie oznacza etap, na którym kolarz opuścił wyścig.

## Wyniki etapów

### Etap 1
| Küssnacht - Küssnacht | płaski | (127,2 km) |

| \| Klasyfikacja etapu \| Klasyfikacja etapu \| Klasyfikacja etapu \| Klasyfikacja etapu \| Klasyfikacja etapu \| \| Kolarz \| Kolarz \| Państwo \| Drużyna \| Czas \| \| ------------------ \| ------------------- \| ------------------ \| -------------------------- \| ------------------ \| \| 1. \| Romain Grégoire \| Francja \| Groupama-FDJ \| 2h 50' 15" \| \| 2. \| Kévin Vauquelin \| Francja \| Arkéa-B&B Hotels \| + 20" \| \| 3. \| Bart Lemmen \| Holandia \| Team Visma \\| Lease a Bike \| + 20" \| \| 4. \| Julian Alaphilippe \| Francja \| Tudor Pro Cycling Team \| + 20" \| \| 5. \| Ben O’Connor \| Australia \| Team Jayco AlUla \| + 1' 07" \| \| 6. \| Felix Großschartner \| Austria \| UAE Team Emirates XRG \| + 1' 07" \| \| 7. \| Pablo Castrillo \| Hiszpania \| Movistar Team \| + 1' 07" \| \| 8. \| Lennard Kämna \| Niemcy \| Lidl-Trek \| + 1' 07" \| \| 9. \| Rainer Kepplinger \| Austria \| Bahrain Victorious \| + 1' 07" \| \| 10. \| Nicola Conci \| Włochy \| XDS Astana Team \| + 1' 26" \| |                     |           |                            |            |
| |                     |           |                            |            |
| Źródła: ProCyclingStats Cycling Quotient |                     |           |                            |            |
| Klasyfikacja etapu |                     |           |                            |            |
| Kolarz | Kolarz              | Państwo   | Drużyna                    | Czas       |
| 1. | Romain Grégoire     | Francja   | Groupama-FDJ               | 2h 50' 15" |
| 2. | Kévin Vauquelin     | Francja   | Arkéa-B&B Hotels           | + 20"      |
| 3. | Bart Lemmen         | Holandia  | Team Visma \| Lease a Bike | + 20"      |
| 4. | Julian Alaphilippe  | Francja   | Tudor Pro Cycling Team     | + 20"      |
| 5. | Ben O’Connor        | Australia | Team Jayco AlUla           | + 1' 07"   |
| 6. | Felix Großschartner | Austria   | UAE Team Emirates XRG      | + 1' 07"   |
| 7. | Pablo Castrillo     | Hiszpania | Movistar Team              | + 1' 07"   |
| 8. | Lennard Kämna       | Niemcy    | Lidl-Trek                  | + 1' 07"   |
| 9. | Rainer Kepplinger   | Austria   | Bahrain Victorious         | + 1' 07"   |
| 10. | Nicola Conci        | Włochy    | XDS Astana Team            | + 1' 26"   |

| \| Klasyfikacja generalna \| Klasyfikacja generalna \| Klasyfikacja generalna \| Klasyfikacja generalna \| Klasyfikacja generalna \| \| Kolarz \| Kolarz \| Państwo \| Drużyna \| Czas \| \| ---------------------- \| ---------------------- \| ---------------------- \| -------------------------- \| ---------------------- \| \| 1. \| Romain Grégoire \| Francja \| Groupama-FDJ \| 2h 50' 05" \| \| 2. \| Kévin Vauquelin \| Francja \| Arkéa-B&B Hotels \| + 24" \| \| 3. \| Bart Lemmen \| Holandia \| Team Visma \\| Lease a Bike \| + 26" \| \| 4. \| Julian Alaphilippe \| Francja \| Tudor Pro Cycling Team \| + 26" \| \| 5. \| Ben O’Connor \| Australia \| Team Jayco AlUla \| + 1' 07" \| \| 6. \| Felix Großschartner \| Austria \| UAE Team Emirates XRG \| + 1' 07" \| \| 7. \| Pablo Castrillo \| Hiszpania \| Movistar Team \| + 1' 07" \| \| 8. \| Lennard Kämna \| Niemcy \| Lidl-Trek \| + 1' 07" \| \| 9. \| Rainer Kepplinger \| Austria \| Bahrain Victorious \| + 1' 07" \| \| 10. \| Ben Swift \| Wielka Brytania \| Ineos Grenadiers \| + 1' 32" \| |                     |                 |                            |            |
| |                     |                 |                            |            |
| Źródła: ProCyclingStats Cycling Quotient |                     |                 |                            |            |
| Klasyfikacja generalna |                     |                 |                            |            |
| Kolarz | Kolarz              | Państwo         | Drużyna                    | Czas       |
| 1. | Romain Grégoire     | Francja         | Groupama-FDJ               | 2h 50' 05" |
| 2. | Kévin Vauquelin     | Francja         | Arkéa-B&B Hotels           | + 24"      |
| 3. | Bart Lemmen         | Holandia        | Team Visma \| Lease a Bike | + 26"      |
| 4. | Julian Alaphilippe  | Francja         | Tudor Pro Cycling Team     | + 26"      |
| 5. | Ben O’Connor        | Australia       | Team Jayco AlUla           | + 1' 07"   |
| 6. | Felix Großschartner | Austria         | UAE Team Emirates XRG      | + 1' 07"   |
| 7. | Pablo Castrillo     | Hiszpania       | Movistar Team              | + 1' 07"   |
| 8. | Lennard Kämna       | Niemcy          | Lidl-Trek                  | + 1' 07"   |
| 9. | Rainer Kepplinger   | Austria         | Bahrain Victorious         | + 1' 07"   |
| 10. | Ben Swift           | Wielka Brytania | Ineos Grenadiers           | + 1' 32"   |

### Etap 2
| Aarau - Schwarzsee | pagórkowaty | (177,1 km) |

| \| Klasyfikacja etapu \| Klasyfikacja etapu \| Klasyfikacja etapu \| Klasyfikacja etapu \| Klasyfikacja etapu \| \| Kolarz \| Kolarz \| Państwo \| Drużyna \| Czas \| \| ------------------ \| --------------------- \| ------------------ \| -------------------------- \| ------------------ \| \| 1. \| Vincenzo Albanese \| Włochy \| EF Education-EasyPost \| 3h 55' 57" \| \| 2. \| Fabio Christen \| Szwajcaria \| Q36.5 Pro Cycling Team \| + 0" \| \| 3. \| Lewis Askey \| Wielka Brytania \| Groupama-FDJ \| + 0" \| \| 4. \| Quinn Simmons \| Stany Zjednoczone \| Lidl-Trek \| + 0" \| \| 5. \| Danny van Poppel \| Holandia \| Red Bull-Bora-Hansgrohe \| + 0" \| \| 6. \| Paul Lapeira \| Francja \| Decathlon-AG2R La Mondiale \| + 0" \| \| 7. \| Pello Bilbao \| Hiszpania \| Bahrain Victorious \| + 0" \| \| 8. \| Nicolo Buratti \| Włochy \| Bahrain Victorious \| + 0" \| \| 9. \| Gal Glivar \| Słowenia \| Alpecin-Deceuninck \| + 0" \| \| 10. \| Fabio Van den Bossche \| Belgia \| Alpecin-Deceuninck \| + 0" \| |                       |                   |                            |            |
| |                       |                   |                            |            |
| Źródło: ProCyclingStats |                       |                   |                            |            |
| Klasyfikacja etapu |                       |                   |                            |            |
| Kolarz | Kolarz                | Państwo           | Drużyna                    | Czas       |
| 1. | Vincenzo Albanese     | Włochy            | EF Education-EasyPost      | 3h 55' 57" |
| 2. | Fabio Christen        | Szwajcaria        | Q36.5 Pro Cycling Team     | + 0"       |
| 3. | Lewis Askey           | Wielka Brytania   | Groupama-FDJ               | + 0"       |
| 4. | Quinn Simmons         | Stany Zjednoczone | Lidl-Trek                  | + 0"       |
| 5. | Danny van Poppel      | Holandia          | Red Bull-Bora-Hansgrohe    | + 0"       |
| 6. | Paul Lapeira          | Francja           | Decathlon-AG2R La Mondiale | + 0"       |
| 7. | Pello Bilbao          | Hiszpania         | Bahrain Victorious         | + 0"       |
| 8. | Nicolo Buratti        | Włochy            | Bahrain Victorious         | + 0"       |
| 9. | Gal Glivar            | Słowenia          | Alpecin-Deceuninck         | + 0"       |
| 10. | Fabio Van den Bossche | Belgia            | Alpecin-Deceuninck         | + 0"       |

| \| Klasyfikacja generalna \| Klasyfikacja generalna \| Klasyfikacja generalna \| Klasyfikacja generalna \| Klasyfikacja generalna \| \| Kolarz \| Kolarz \| Państwo \| Drużyna \| Czas \| \| ---------------------- \| ---------------------- \| ---------------------- \| -------------------------- \| ---------------------- \| \| 1. \| Romain Grégoire \| Francja \| Groupama-FDJ \| 6h 46' 01" \| \| 2. \| Kévin Vauquelin \| Francja \| Arkéa-B&B Hotels \| + 25" \| \| 3. \| Bart Lemmen \| Holandia \| Team Visma \\| Lease a Bike \| + 27" \| \| 4. \| Julian Alaphilippe \| Francja \| Tudor Pro Cycling Team \| + 27" \| \| 5. \| Ben O’Connor \| Australia \| Team Jayco AlUla \| + 1' 18" \| \| 6. \| Felix Großschartner \| Austria \| UAE Team Emirates XRG \| + 1' 18" \| \| 7. \| Lennard Kämna \| Niemcy \| Lidl-Trek \| + 1' 18" \| \| 8. \| Pablo Castrillo \| Hiszpania \| Movistar Team \| + 1' 18" \| \| 9. \| Rainer Kepplinger \| Austria \| Bahrain Victorious \| + 1' 18" \| \| 10. \| Ben Swift \| Wielka Brytania \| Ineos Grenadiers \| + 1' 33" \| |                     |                 |                            |            |
| |                     |                 |                            |            |
| Źródło: ProCyclingStats |                     |                 |                            |            |
| Klasyfikacja generalna |                     |                 |                            |            |
| Kolarz | Kolarz              | Państwo         | Drużyna                    | Czas       |
| 1. | Romain Grégoire     | Francja         | Groupama-FDJ               | 6h 46' 01" |
| 2. | Kévin Vauquelin     | Francja         | Arkéa-B&B Hotels           | + 25"      |
| 3. | Bart Lemmen         | Holandia        | Team Visma \| Lease a Bike | + 27"      |
| 4. | Julian Alaphilippe  | Francja         | Tudor Pro Cycling Team     | + 27"      |
| 5. | Ben O’Connor        | Australia       | Team Jayco AlUla           | + 1' 18"   |
| 6. | Felix Großschartner | Austria         | UAE Team Emirates XRG      | + 1' 18"   |
| 7. | Lennard Kämna       | Niemcy          | Lidl-Trek                  | + 1' 18"   |
| 8. | Pablo Castrillo     | Hiszpania       | Movistar Team              | + 1' 18"   |
| 9. | Rainer Kepplinger   | Austria         | Bahrain Victorious         | + 1' 18"   |
| 10. | Ben Swift           | Wielka Brytania | Ineos Grenadiers           | + 1' 33"   |

### Etap 3
| Aarau - Heiden | pagórkowaty | (191 km) |

| \| Klasyfikacja etapu \| Klasyfikacja etapu \| Klasyfikacja etapu \| Klasyfikacja etapu \| Klasyfikacja etapu \| \| Kolarz \| Kolarz \| Państwo \| Drużyna \| Czas \| \| ------------------ \| ------------------- \| ------------------ \| -------------------------- \| ------------------ \| \| 1. \| Quinn Simmons \| Stany Zjednoczone \| Lidl-Trek \| 4h 39' 42" \| \| 2. \| João Almeida \| Portugalia \| UAE Team Emirates XRG \| + 18" \| \| 3. \| Oscar Onley \| Wielka Brytania \| Team Picnic-PostNL \| + 18" \| \| 4. \| Romain Grégoire \| Francja \| Groupama-FDJ \| + 18" \| \| 5. \| Kévin Vauquelin \| Francja \| Arkéa-B&B Hotels \| + 18" \| \| 6. \| Jan Christen \| Szwajcaria \| UAE Team Emirates XRG \| + 18" \| \| 7. \| Fabio Christen \| Szwajcaria \| Q36.5 Pro Cycling Team \| + 18" \| \| 8. \| Pello Bilbao \| Hiszpania \| Bahrain Victorious \| + 18" \| \| 9. \| Felix Gall \| Austria \| Decathlon-AG2R La Mondiale \| + 18" \| \| 10. \| Clément Champoussin \| Francja \| XDS Astana Team \| + 18" \| |                     |                   |                            |            |
| |                     |                   |                            |            |
| Źródło: ProCyclingStats |                     |                   |                            |            |
| Klasyfikacja etapu |                     |                   |                            |            |
| Kolarz | Kolarz              | Państwo           | Drużyna                    | Czas       |
| 1. | Quinn Simmons       | Stany Zjednoczone | Lidl-Trek                  | 4h 39' 42" |
| 2. | João Almeida        | Portugalia        | UAE Team Emirates XRG      | + 18"      |
| 3. | Oscar Onley         | Wielka Brytania   | Team Picnic-PostNL         | + 18"      |
| 4. | Romain Grégoire     | Francja           | Groupama-FDJ               | + 18"      |
| 5. | Kévin Vauquelin     | Francja           | Arkéa-B&B Hotels           | + 18"      |
| 6. | Jan Christen        | Szwajcaria        | UAE Team Emirates XRG      | + 18"      |
| 7. | Fabio Christen      | Szwajcaria        | Q36.5 Pro Cycling Team     | + 18"      |
| 8. | Pello Bilbao        | Hiszpania         | Bahrain Victorious         | + 18"      |
| 9. | Felix Gall          | Austria           | Decathlon-AG2R La Mondiale | + 18"      |
| 10. | Clément Champoussin | Francja           | XDS Astana Team            | + 18"      |

| \| Klasyfikacja generalna \| Klasyfikacja generalna \| Klasyfikacja generalna \| Klasyfikacja generalna \| Klasyfikacja generalna \| \| Kolarz \| Kolarz \| Państwo \| Drużyna \| Czas \| \| ---------------------- \| ---------------------- \| ---------------------- \| -------------------------- \| ---------------------- \| \| 1. \| Romain Grégoire \| Francja \| Groupama-FDJ \| 11h 26' 01" \| \| 2. \| Kévin Vauquelin \| Francja \| Arkéa-B&B Hotels \| + 25" \| \| 3. \| Bart Lemmen \| Holandia \| Team Visma \\| Lease a Bike \| + 27" \| \| 4. \| Julian Alaphilippe \| Francja \| Tudor Pro Cycling Team \| + 27" \| \| 5. \| Ben O’Connor \| Australia \| Team Jayco AlUla \| + 1' 18" \| \| 6. \| Felix Großschartner \| Austria \| UAE Team Emirates XRG \| + 1' 18" \| \| 7. \| Lennard Kämna \| Niemcy \| Lidl-Trek \| + 1' 18" \| \| 8. \| Pablo Castrillo \| Hiszpania \| Movistar Team \| + 1' 18" \| \| 9. \| William Barta \| Stany Zjednoczone \| Movistar Team \| + 1' 37" \| \| 10. \| Lorenzo Fortunato \| Włochy \| XDS Astana Team \| + 1' 37" \| |                     |                   |                            |             |
| |                     |                   |                            |             |
| Źródło: ProCyclingStats |                     |                   |                            |             |
| Klasyfikacja generalna |                     |                   |                            |             |
| Kolarz | Kolarz              | Państwo           | Drużyna                    | Czas        |
| 1. | Romain Grégoire     | Francja           | Groupama-FDJ               | 11h 26' 01" |
| 2. | Kévin Vauquelin     | Francja           | Arkéa-B&B Hotels           | + 25"       |
| 3. | Bart Lemmen         | Holandia          | Team Visma \| Lease a Bike | + 27"       |
| 4. | Julian Alaphilippe  | Francja           | Tudor Pro Cycling Team     | + 27"       |
| 5. | Ben O’Connor        | Australia         | Team Jayco AlUla           | + 1' 18"    |
| 6. | Felix Großschartner | Austria           | UAE Team Emirates XRG      | + 1' 18"    |
| 7. | Lennard Kämna       | Niemcy            | Lidl-Trek                  | + 1' 18"    |
| 8. | Pablo Castrillo     | Hiszpania         | Movistar Team              | + 1' 18"    |
| 9. | William Barta       | Stany Zjednoczone | Movistar Team              | + 1' 37"    |
| 10. | Lorenzo Fortunato   | Włochy            | XDS Astana Team            | + 1' 37"    |

### Etap 4
| Heiden - Piuro | górski | (193,1 km) |

| \| Klasyfikacja etapu \| Klasyfikacja etapu \| Klasyfikacja etapu \| Klasyfikacja etapu \| Klasyfikacja etapu \| \| Kolarz \| Kolarz \| Państwo \| Drużyna \| Czas \| \| ------------------ \| ------------------- \| ------------------ \| -------------------------- \| ------------------ \| \| 1. \| João Almeida \| Portugalia \| UAE Team Emirates XRG \| 4h 10' 19" \| \| 2. \| Oscar Onley \| Wielka Brytania \| Team Picnic-PostNL \| + 40" \| \| 3. \| Ben O’Connor \| Australia \| Team Jayco AlUla \| + 42" \| \| 4. \| Kévin Vauquelin \| Francja \| Arkéa-B&B Hotels \| + 1' 00" \| \| 5. \| Romain Grégoire \| Francja \| Groupama-FDJ \| + 1' 00" \| \| 6. \| Felix Gall \| Austria \| Decathlon-AG2R La Mondiale \| + 1' 00" \| \| 7. \| Ilan Van Wilder \| Belgia \| Soudal Quick-Step \| + 1' 02" \| \| 8. \| Clément Champoussin \| Francja \| XDS Astana Team \| + 1' 02" \| \| 9. \| Julian Alaphilippe \| Francja \| Tudor Pro Cycling Team \| + 1' 02" \| \| 10. \| Lennard Kämna \| Niemcy \| Lidl-Trek \| + 1' 02" \| |                     |                 |                            |            |
| |                     |                 |                            |            |
| Źródło: ProCyclingStats |                     |                 |                            |            |
| Klasyfikacja etapu |                     |                 |                            |            |
| Kolarz | Kolarz              | Państwo         | Drużyna                    | Czas       |
| 1. | João Almeida        | Portugalia      | UAE Team Emirates XRG      | 4h 10' 19" |
| 2. | Oscar Onley         | Wielka Brytania | Team Picnic-PostNL         | + 40"      |
| 3. | Ben O’Connor        | Australia       | Team Jayco AlUla           | + 42"      |
| 4. | Kévin Vauquelin     | Francja         | Arkéa-B&B Hotels           | + 1' 00"   |
| 5. | Romain Grégoire     | Francja         | Groupama-FDJ               | + 1' 00"   |
| 6. | Felix Gall          | Austria         | Decathlon-AG2R La Mondiale | + 1' 00"   |
| 7. | Ilan Van Wilder     | Belgia          | Soudal Quick-Step          | + 1' 02"   |
| 8. | Clément Champoussin | Francja         | XDS Astana Team            | + 1' 02"   |
| 9. | Julian Alaphilippe  | Francja         | Tudor Pro Cycling Team     | + 1' 02"   |
| 10. | Lennard Kämna       | Niemcy          | Lidl-Trek                  | + 1' 02"   |

| \| Klasyfikacja generalna \| Klasyfikacja generalna \| Klasyfikacja generalna \| Klasyfikacja generalna \| Klasyfikacja generalna \| \| Kolarz \| Kolarz \| Państwo \| Drużyna \| Czas \| \| ---------------------- \| ---------------------- \| ---------------------- \| -------------------------- \| ---------------------- \| \| 1. \| Romain Grégoire \| Francja \| Groupama-FDJ \| 15h 37' 20" \| \| 2. \| Kévin Vauquelin \| Francja \| Arkéa-B&B Hotels \| + 25" \| \| 3. \| Julian Alaphilippe \| Francja \| Tudor Pro Cycling Team \| + 29" \| \| 4. \| Ben O’Connor \| Australia \| Team Jayco AlUla \| + 56" \| \| 5. \| Lennard Kämna \| Niemcy \| Lidl-Trek \| + 1' 20" \| \| 6. \| Pablo Castrillo \| Hiszpania \| Movistar Team \| + 1' 20" \| \| 7. \| João Almeida \| Portugalia \| UAE Team Emirates XRG \| + 2' 07" \| \| 8. \| Oscar Onley \| Wielka Brytania \| Team Picnic-PostNL \| + 2' 53" \| \| 9. \| Felix Gall \| Austria \| Decathlon-AG2R La Mondiale \| + 3' 23" \| \| 10. \| Clément Champoussin \| Francja \| XDS Astana Team \| + 3' 25" \| |                     |                 |                            |             |
| |                     |                 |                            |             |
| Źródło: ProCyclingStats |                     |                 |                            |             |
| Klasyfikacja generalna |                     |                 |                            |             |
| Kolarz | Kolarz              | Państwo         | Drużyna                    | Czas        |
| 1. | Romain Grégoire     | Francja         | Groupama-FDJ               | 15h 37' 20" |
| 2. | Kévin Vauquelin     | Francja         | Arkéa-B&B Hotels           | + 25"       |
| 3. | Julian Alaphilippe  | Francja         | Tudor Pro Cycling Team     | + 29"       |
| 4. | Ben O’Connor        | Australia       | Team Jayco AlUla           | + 56"       |
| 5. | Lennard Kämna       | Niemcy          | Lidl-Trek                  | + 1' 20"    |
| 6. | Pablo Castrillo     | Hiszpania       | Movistar Team              | + 1' 20"    |
| 7. | João Almeida        | Portugalia      | UAE Team Emirates XRG      | + 2' 07"    |
| 8. | Oscar Onley         | Wielka Brytania | Team Picnic-PostNL         | + 2' 53"    |
| 9. | Felix Gall          | Austria         | Decathlon-AG2R La Mondiale | + 3' 23"    |
| 10. | Clément Champoussin | Francja         | XDS Astana Team            | + 3' 25"    |

### Etap 5
| La Punt Chamues-ch - Santa Maria in Calanca | górski | (183,7 km) |

| \| Klasyfikacja etapu \| Klasyfikacja etapu \| Klasyfikacja etapu \| Klasyfikacja etapu \| Klasyfikacja etapu \| \| Kolarz \| Kolarz \| Państwo \| Drużyna \| Czas \| \| ------------------ \| ------------------- \| ------------------ \| -------------------------- \| ------------------ \| \| 1. \| Oscar Onley \| Wielka Brytania \| Team Picnic-PostNL \| 4h 33' 28" \| \| 2. \| João Almeida \| Portugalia \| UAE Team Emirates XRG \| + 0" \| \| 3. \| Felix Gall \| Austria \| Decathlon-AG2R La Mondiale \| + 23" \| \| 4. \| Kévin Vauquelin \| Francja \| Arkéa-B&B Hotels \| + 57" \| \| 5. \| Matthew Riccitello \| Stany Zjednoczone \| Israel-Premier Tech \| + 1' 05" \| \| 6. \| Ilan Van Wilder \| Belgia \| Soudal Quick-Step \| + 1' 14" \| \| 7. \| Julian Alaphilippe \| Francja \| Tudor Pro Cycling Team \| + 1' 22" \| \| 8. \| Lennard Kämna \| Niemcy \| Lidl-Trek \| + 1' 46" \| \| 9. \| Felix Großschartner \| Austria \| UAE Team Emirates XRG \| + 2' 25" \| \| 10. \| George Bennett \| Nowa Zelandia \| Israel-Premier Tech \| + 2' 38" \| |                     |                   |                            |            |
| |                     |                   |                            |            |
| |                     |                   |                            |            |
| Klasyfikacja etapu |                     |                   |                            |            |
| Kolarz | Kolarz              | Państwo           | Drużyna                    | Czas       |
| 1. | Oscar Onley         | Wielka Brytania   | Team Picnic-PostNL         | 4h 33' 28" |
| 2. | João Almeida        | Portugalia        | UAE Team Emirates XRG      | + 0"       |
| 3. | Felix Gall          | Austria           | Decathlon-AG2R La Mondiale | + 23"      |
| 4. | Kévin Vauquelin     | Francja           | Arkéa-B&B Hotels           | + 57"      |
| 5. | Matthew Riccitello  | Stany Zjednoczone | Israel-Premier Tech        | + 1' 05"   |
| 6. | Ilan Van Wilder     | Belgia            | Soudal Quick-Step          | + 1' 14"   |
| 7. | Julian Alaphilippe  | Francja           | Tudor Pro Cycling Team     | + 1' 22"   |
| 8. | Lennard Kämna       | Niemcy            | Lidl-Trek                  | + 1' 46"   |
| 9. | Felix Großschartner | Austria           | UAE Team Emirates XRG      | + 2' 25"   |
| 10. | George Bennett      | Nowa Zelandia     | Israel-Premier Tech        | + 2' 38"   |

| \| Klasyfikacja generalna \| Klasyfikacja generalna \| Klasyfikacja generalna \| Klasyfikacja generalna \| Klasyfikacja generalna \| \| Kolarz \| Kolarz \| Państwo \| Drużyna \| Czas \| \| ---------------------- \| ---------------------- \| ---------------------- \| -------------------------- \| ---------------------- \| \| 1. \| Kévin Vauquelin \| Francja \| Arkéa-B&B Hotels \| 20h 12' 10" \| \| 2. \| Julian Alaphilippe \| Francja \| Tudor Pro Cycling Team \| + 29" \| \| 3. \| João Almeida \| Portugalia \| UAE Team Emirates XRG \| + 39" \| \| 4. \| Oscar Onley \| Wielka Brytania \| Team Picnic-PostNL \| + 1' 21" \| \| 5. \| Lennard Kämna \| Niemcy \| Lidl-Trek \| + 1' 44" \| \| 6. \| Ben O’Connor \| Australia \| Team Jayco AlUla \| + 2' 16" \| \| 7. \| Felix Gall \| Austria \| Decathlon-AG2R La Mondiale \| + 2' 20" \| \| 8. \| Pablo Castrillo \| Hiszpania \| Movistar Team \| + 2' 40" \| \| 9. \| Matthew Riccitello \| Stany Zjednoczone \| Israel-Premier Tech \| + 3' 08" \| \| 10. \| Ilan Van Wilder \| Belgia \| Soudal Quick-Step \| + 3' 17" \| |                    |                   |                            |             |
| |                    |                   |                            |             |
| |                    |                   |                            |             |
| Klasyfikacja generalna |                    |                   |                            |             |
| Kolarz | Kolarz             | Państwo           | Drużyna                    | Czas        |
| 1. | Kévin Vauquelin    | Francja           | Arkéa-B&B Hotels           | 20h 12' 10" |
| 2. | Julian Alaphilippe | Francja           | Tudor Pro Cycling Team     | + 29"       |
| 3. | João Almeida       | Portugalia        | UAE Team Emirates XRG      | + 39"       |
| 4. | Oscar Onley        | Wielka Brytania   | Team Picnic-PostNL         | + 1' 21"    |
| 5. | Lennard Kämna      | Niemcy            | Lidl-Trek                  | + 1' 44"    |
| 6. | Ben O’Connor       | Australia         | Team Jayco AlUla           | + 2' 16"    |
| 7. | Felix Gall         | Austria           | Decathlon-AG2R La Mondiale | + 2' 20"    |
| 8. | Pablo Castrillo    | Hiszpania         | Movistar Team              | + 2' 40"    |
| 9. | Matthew Riccitello | Stany Zjednoczone | Israel-Premier Tech        | + 3' 08"    |
| 10. | Ilan Van Wilder    | Belgia            | Soudal Quick-Step          | + 3' 17"    |

### Etap 6
| Chur - Neuhausen am Rheinfall | pagórkowaty | (188,7 km) |

| \| Klasyfikacja etapu \| Klasyfikacja etapu \| Klasyfikacja etapu \| Klasyfikacja etapu \| Klasyfikacja etapu \| \| Kolarz \| Kolarz \| Państwo \| Drużyna \| Czas \| \| ------------------ \| ------------------ \| ------------------ \| -------------------------- \| ------------------ \| \| 1. \| Jordi Meeus \| Belgia \| Red Bull-Bora-Hansgrohe \| 4h 10' 24" \| \| 2. \| Davide Ballerini \| Włochy \| XDS Astana Team \| + 0" \| \| 3. \| Lewis Askey \| Wielka Brytania \| Groupama-FDJ \| + 0" \| \| 4. \| Madis Mihkels \| Estonia \| EF Education-EasyPost \| + 0" \| \| 5. \| Nicolo Buratti \| Włochy \| Bahrain Victorious \| + 0" \| \| 6. \| Danny van Poppel \| Holandia \| Red Bull-Bora-Hansgrohe \| + 0" \| \| 7. \| Pavel Bittner \| Czechy \| Team Picnic-PostNL \| + 0" \| \| 8. \| Paul Lapeira \| Francja \| Decathlon-AG2R La Mondiale \| + 0" \| \| 9. \| Marius Mayrhofer \| Niemcy \| Tudor Pro Cycling Team \| + 0" \| \| 10. \| Stefano Oldani \| Włochy \| Cofidis \| + 0" \| |                  |                 |                            |            |
| |                  |                 |                            |            |
| |                  |                 |                            |            |
| Klasyfikacja etapu |                  |                 |                            |            |
| Kolarz | Kolarz           | Państwo         | Drużyna                    | Czas       |
| 1. | Jordi Meeus      | Belgia          | Red Bull-Bora-Hansgrohe    | 4h 10' 24" |
| 2. | Davide Ballerini | Włochy          | XDS Astana Team            | + 0"       |
| 3. | Lewis Askey      | Wielka Brytania | Groupama-FDJ               | + 0"       |
| 4. | Madis Mihkels    | Estonia         | EF Education-EasyPost      | + 0"       |
| 5. | Nicolo Buratti   | Włochy          | Bahrain Victorious         | + 0"       |
| 6. | Danny van Poppel | Holandia        | Red Bull-Bora-Hansgrohe    | + 0"       |
| 7. | Pavel Bittner    | Czechy          | Team Picnic-PostNL         | + 0"       |
| 8. | Paul Lapeira     | Francja         | Decathlon-AG2R La Mondiale | + 0"       |
| 9. | Marius Mayrhofer | Niemcy          | Tudor Pro Cycling Team     | + 0"       |
| 10. | Stefano Oldani   | Włochy          | Cofidis                    | + 0"       |

| \| Klasyfikacja generalna \| Klasyfikacja generalna \| Klasyfikacja generalna \| Klasyfikacja generalna \| Klasyfikacja generalna \| \| Kolarz \| Kolarz \| Państwo \| Drużyna \| Czas \| \| ---------------------- \| ---------------------- \| ---------------------- \| -------------------------- \| ---------------------- \| \| 1. \| Kévin Vauquelin \| Francja \| Arkéa-B&B Hotels \| 24h 22' 34" \| \| 2. \| Julian Alaphilippe \| Francja \| Tudor Pro Cycling Team \| + 29" \| \| 3. \| João Almeida \| Portugalia \| UAE Team Emirates XRG \| + 39" \| \| 4. \| Oscar Onley \| Wielka Brytania \| Team Picnic-PostNL \| + 1' 21" \| \| 5. \| Lennard Kämna \| Niemcy \| Lidl-Trek \| + 1' 44" \| \| 6. \| Ben O’Connor \| Australia \| Team Jayco AlUla \| + 2' 16" \| \| 7. \| Felix Gall \| Austria \| Decathlon-AG2R La Mondiale \| + 2' 20" \| \| 8. \| Pablo Castrillo \| Hiszpania \| Movistar Team \| + 2' 40" \| \| 9. \| Matthew Riccitello \| Stany Zjednoczone \| Israel-Premier Tech \| + 3' 08" \| \| 10. \| Ilan Van Wilder \| Belgia \| Soudal Quick-Step \| + 3' 17" \| |                    |                   |                            |             |
| |                    |                   |                            |             |
| |                    |                   |                            |             |
| Klasyfikacja generalna |                    |                   |                            |             |
| Kolarz | Kolarz             | Państwo           | Drużyna                    | Czas        |
| 1. | Kévin Vauquelin    | Francja           | Arkéa-B&B Hotels           | 24h 22' 34" |
| 2. | Julian Alaphilippe | Francja           | Tudor Pro Cycling Team     | + 29"       |
| 3. | João Almeida       | Portugalia        | UAE Team Emirates XRG      | + 39"       |
| 4. | Oscar Onley        | Wielka Brytania   | Team Picnic-PostNL         | + 1' 21"    |
| 5. | Lennard Kämna      | Niemcy            | Lidl-Trek                  | + 1' 44"    |
| 6. | Ben O’Connor       | Australia         | Team Jayco AlUla           | + 2' 16"    |
| 7. | Felix Gall         | Austria           | Decathlon-AG2R La Mondiale | + 2' 20"    |
| 8. | Pablo Castrillo    | Hiszpania         | Movistar Team              | + 2' 40"    |
| 9. | Matthew Riccitello | Stany Zjednoczone | Israel-Premier Tech        | + 3' 08"    |
| 10. | Ilan Van Wilder    | Belgia            | Soudal Quick-Step          | + 3' 17"    |

### Etap 7
| Neuhausen am Rheinfall - Emmetten | pagórkowaty | (211,8 km) |

| \| Klasyfikacja etapu \| Klasyfikacja etapu \| Klasyfikacja etapu \| Klasyfikacja etapu \| Klasyfikacja etapu \| \| Kolarz \| Kolarz \| Państwo \| Drużyna \| Czas \| \| ------------------ \| ------------------- \| ------------------ \| -------------------------- \| ------------------ \| \| 1. \| João Almeida \| Portugalia \| UAE Team Emirates XRG \| 4h 38' 25" \| \| 2. \| Oscar Onley \| Wielka Brytania \| Team Picnic-PostNL \| + 0" \| \| 3. \| Kévin Vauquelin \| Francja \| Arkéa-B&B Hotels \| + 0" \| \| 4. \| Felix Gall \| Austria \| Decathlon-AG2R La Mondiale \| + 4" \| \| 5. \| Julian Alaphilippe \| Francja \| Tudor Pro Cycling Team \| + 8" \| \| 6. \| Felix Großschartner \| Austria \| UAE Team Emirates XRG \| + 1' 07" \| \| 7. \| Joseph Blackmore \| Wielka Brytania \| Israel-Premier Tech \| + 1' 09" \| \| 8. \| Ilan Van Wilder \| Belgia \| Soudal Quick-Step \| + 1' 09" \| \| 9. \| Clément Champoussin \| Francja \| XDS Astana Team \| + 1' 09" \| \| 10. \| Lennard Kämna \| Niemcy \| Lidl-Trek \| + 1' 11" \| |                     |                 |                            |            |
| |                     |                 |                            |            |
| |                     |                 |                            |            |
| Klasyfikacja etapu |                     |                 |                            |            |
| Kolarz | Kolarz              | Państwo         | Drużyna                    | Czas       |
| 1. | João Almeida        | Portugalia      | UAE Team Emirates XRG      | 4h 38' 25" |
| 2. | Oscar Onley         | Wielka Brytania | Team Picnic-PostNL         | + 0"       |
| 3. | Kévin Vauquelin     | Francja         | Arkéa-B&B Hotels           | + 0"       |
| 4. | Felix Gall          | Austria         | Decathlon-AG2R La Mondiale | + 4"       |
| 5. | Julian Alaphilippe  | Francja         | Tudor Pro Cycling Team     | + 8"       |
| 6. | Felix Großschartner | Austria         | UAE Team Emirates XRG      | + 1' 07"   |
| 7. | Joseph Blackmore    | Wielka Brytania | Israel-Premier Tech        | + 1' 09"   |
| 8. | Ilan Van Wilder     | Belgia          | Soudal Quick-Step          | + 1' 09"   |
| 9. | Clément Champoussin | Francja         | XDS Astana Team            | + 1' 09"   |
| 10. | Lennard Kämna       | Niemcy          | Lidl-Trek                  | + 1' 11"   |

| \| Klasyfikacja generalna \| Klasyfikacja generalna \| Klasyfikacja generalna \| Klasyfikacja generalna \| Klasyfikacja generalna \| \| Kolarz \| Kolarz \| Państwo \| Drużyna \| Czas \| \| ---------------------- \| ---------------------- \| ---------------------- \| -------------------------- \| ---------------------- \| \| 1. \| Kévin Vauquelin \| Francja \| Arkéa-B&B Hotels \| 29h 00' 55" \| \| 2. \| João Almeida \| Portugalia \| UAE Team Emirates XRG \| + 33" \| \| 3. \| Julian Alaphilippe \| Francja \| Tudor Pro Cycling Team \| + 41" \| \| 4. \| Oscar Onley \| Wielka Brytania \| Team Picnic-PostNL \| + 1' 19" \| \| 5. \| Felix Gall \| Austria \| Decathlon-AG2R La Mondiale \| + 2' 28" \| \| 6. \| Lennard Kämna \| Niemcy \| Lidl-Trek \| + 2' 59" \| \| 7. \| Ben O’Connor \| Australia \| Team Jayco AlUla \| + 3' 34" \| \| 8. \| Pablo Castrillo \| Hiszpania \| Movistar Team \| + 4' 27" \| \| 9. \| Ilan Van Wilder \| Belgia \| Soudal Quick-Step \| + 4' 30" \| \| 10. \| Clément Champoussin \| Francja \| XDS Astana Team \| + 6' 07" \| |                     |                 |                            |             |
| |                     |                 |                            |             |
| |                     |                 |                            |             |
| Klasyfikacja generalna |                     |                 |                            |             |
| Kolarz | Kolarz              | Państwo         | Drużyna                    | Czas        |
| 1. | Kévin Vauquelin     | Francja         | Arkéa-B&B Hotels           | 29h 00' 55" |
| 2. | João Almeida        | Portugalia      | UAE Team Emirates XRG      | + 33"       |
| 3. | Julian Alaphilippe  | Francja         | Tudor Pro Cycling Team     | + 41"       |
| 4. | Oscar Onley         | Wielka Brytania | Team Picnic-PostNL         | + 1' 19"    |
| 5. | Felix Gall          | Austria         | Decathlon-AG2R La Mondiale | + 2' 28"    |
| 6. | Lennard Kämna       | Niemcy          | Lidl-Trek                  | + 2' 59"    |
| 7. | Ben O’Connor        | Australia       | Team Jayco AlUla           | + 3' 34"    |
| 8. | Pablo Castrillo     | Hiszpania       | Movistar Team              | + 4' 27"    |
| 9. | Ilan Van Wilder     | Belgia          | Soudal Quick-Step          | + 4' 30"    |
| 10. | Clément Champoussin | Francja         | XDS Astana Team            | + 6' 07"    |

### Etap 8
| Beckenried - Emmetten-Stockhütte | jazda indywidualna na czas pod górę | (10,1 km) |

| \| Klasyfikacja etapu \| Klasyfikacja etapu \| Klasyfikacja etapu \| Klasyfikacja etapu \| Klasyfikacja etapu \| \| Kolarz \| Kolarz \| Państwo \| Drużyna \| Czas \| \| ------------------ \| ------------------ \| ------------------ \| -------------------------- \| ------------------ \| \| 1. \| João Almeida \| Portugalia \| UAE Team Emirates XRG \| 27' 33" \| \| 2. \| Felix Gall \| Austria \| Decathlon-AG2R La Mondiale \| + 24" \| \| 3. \| Oscar Onley \| Wielka Brytania \| Team Picnic-PostNL \| + 1' 11" \| \| 4. \| Kévin Vauquelin \| Francja \| Arkéa-B&B Hotels \| + 1' 40" \| \| 5. \| Harry Sweeny \| Australia \| EF Education-EasyPost \| + 1' 54" \| \| 6. \| Aleksandr Własow \| Rosja \| Red Bull-Bora-Hansgrohe \| + 2' 03" \| \| 7. \| Ben O’Connor \| Australia \| Team Jayco AlUla \| + 2' 06" \| \| 8. \| William Barta \| Stany Zjednoczone \| Movistar Team \| + 2' 12" \| \| 9. \| Finlay Pickering \| Wielka Brytania \| Bahrain Victorious \| + 2' 14" \| \| 10. \| Ilan Van Wilder \| Belgia \| Soudal Quick-Step \| + 2' 19" \| |                  |                   |                            |          |
| |                  |                   |                            |          |
| |                  |                   |                            |          |
| Klasyfikacja etapu |                  |                   |                            |          |
| Kolarz | Kolarz           | Państwo           | Drużyna                    | Czas     |
| 1. | João Almeida     | Portugalia        | UAE Team Emirates XRG      | 27' 33"  |
| 2. | Felix Gall       | Austria           | Decathlon-AG2R La Mondiale | + 24"    |
| 3. | Oscar Onley      | Wielka Brytania   | Team Picnic-PostNL         | + 1' 11" |
| 4. | Kévin Vauquelin  | Francja           | Arkéa-B&B Hotels           | + 1' 40" |
| 5. | Harry Sweeny     | Australia         | EF Education-EasyPost      | + 1' 54" |
| 6. | Aleksandr Własow | Rosja             | Red Bull-Bora-Hansgrohe    | + 2' 03" |
| 7. | Ben O’Connor     | Australia         | Team Jayco AlUla           | + 2' 06" |
| 8. | William Barta    | Stany Zjednoczone | Movistar Team              | + 2' 12" |
| 9. | Finlay Pickering | Wielka Brytania   | Bahrain Victorious         | + 2' 14" |
| 10. | Ilan Van Wilder  | Belgia            | Soudal Quick-Step          | + 2' 19" |

## Klasyfikacje

### Klasyfikacja generalna
| \| Klasyfikacja generalna \| Klasyfikacja generalna \| Klasyfikacja generalna \| Klasyfikacja generalna \| Klasyfikacja generalna \| \| Kolarz \| Kolarz \| Państwo \| Drużyna \| Czas \| \| ---------------------- \| ---------------------- \| ---------------------- \| -------------------------- \| ---------------------- \| \| 1. \| João Almeida \| Portugalia \| UAE Team Emirates XRG \| 29h 29' 01" \| \| 2. \| Kévin Vauquelin \| Francja \| Arkéa-B&B Hotels \| + 1' 07" \| \| 3. \| Oscar Onley \| Wielka Brytania \| Team Picnic-PostNL \| + 1' 58" \| \| 4. \| Felix Gall \| Austria \| Decathlon-AG2R La Mondiale \| + 2' 20" \| \| 5. \| Julian Alaphilippe \| Francja \| Tudor Pro Cycling Team \| + 3' 57" \| \| 6. \| Lennard Kämna \| Niemcy \| Lidl-Trek \| + 4' 54" \| \| 7. \| Ben O’Connor \| Australia \| Team Jayco AlUla \| + 5' 08" \| \| 8. \| Ilan Van Wilder \| Belgia \| Soudal Quick-Step \| + 6' 16" \| \| 9. \| Pablo Castrillo \| Hiszpania \| Movistar Team \| + 6' 41" \| \| 10. \| Clément Champoussin \| Francja \| XDS Astana Team \| + 8' 30" \| |                     |                 |                            |             |
| |                     |                 |                            |             |
| Źródło: ProCyclingStats |                     |                 |                            |             |
| Klasyfikacja generalna |                     |                 |                            |             |
| Kolarz | Kolarz              | Państwo         | Drużyna                    | Czas        |
| 1. | João Almeida        | Portugalia      | UAE Team Emirates XRG      | 29h 29' 01" |
| 2. | Kévin Vauquelin     | Francja         | Arkéa-B&B Hotels           | + 1' 07"    |
| 3. | Oscar Onley         | Wielka Brytania | Team Picnic-PostNL         | + 1' 58"    |
| 4. | Felix Gall          | Austria         | Decathlon-AG2R La Mondiale | + 2' 20"    |
| 5. | Julian Alaphilippe  | Francja         | Tudor Pro Cycling Team     | + 3' 57"    |
| 6. | Lennard Kämna       | Niemcy          | Lidl-Trek                  | + 4' 54"    |
| 7. | Ben O’Connor        | Australia       | Team Jayco AlUla           | + 5' 08"    |
| 8. | Ilan Van Wilder     | Belgia          | Soudal Quick-Step          | + 6' 16"    |
| 9. | Pablo Castrillo     | Hiszpania       | Movistar Team              | + 6' 41"    |
| 10. | Clément Champoussin | Francja         | XDS Astana Team            | + 8' 30"    |

| Klasyfikacja punktowa | Klasyfikacja punktowa | Klasyfikacja punktowa | Klasyfikacja punktowa      | Klasyfikacja punktowa |
| Kolarz                | Kolarz                | Państwo               | Drużyna                    | Punkty                |
| --------------------- | --------------------- | --------------------- | -------------------------- | --------------------- |
| 1.                    | João Almeida          | Portugalia            | UAE Team Emirates XRG      | 58 pkt                |
| 2.                    | Oscar Onley           | Wielka Brytania       | Team Picnic-PostNL         | 44 pkt                |
| 3.                    | Kévin Vauquelin       | Francja               | Arkéa-B&B Hotels           | 28 pkt                |
| 4.                    | Romain Grégoire       | Francja               | Groupama-FDJ               | 22 pkt                |
| 5.                    | Felix Gall            | Austria               | Decathlon-AG2R La Mondiale | 18 pkt                |
| 6.                    | Quinn Simmons         | Stany Zjednoczone     | Lidl-Trek                  | 16 pkt                |
| 7.                    | Vincenzo Albanese     | Włochy                | EF Education-EasyPost      | 12 pkt                |
| 8.                    | Lewis Askey           | Wielka Brytania       | Groupama-FDJ               | 12 pkt                |
| 9.                    | Aleksandr Własow      | Rosja                 | Red Bull-Bora-Hansgrohe    | 10 pkt                |
| 10.                   | Ben O’Connor          | Australia             | Team Jayco AlUla           | 8 pkt                 |

| Klasyfikacja punktowa | Klasyfikacja punktowa | Klasyfikacja punktowa | Klasyfikacja punktowa      | Klasyfikacja punktowa |
| Kolarz                | Kolarz                | Państwo               | Drużyna                    | Punkty                |
| --------------------- | --------------------- | --------------------- | -------------------------- | --------------------- |
| 1.                    | João Almeida          | Portugalia            | UAE Team Emirates XRG      | 58 pkt                |
| 2.                    | Oscar Onley           | Wielka Brytania       | Team Picnic-PostNL         | 44 pkt                |
| 3.                    | Kévin Vauquelin       | Francja               | Arkéa-B&B Hotels           | 28 pkt                |
| 4.                    | Romain Grégoire       | Francja               | Groupama-FDJ               | 22 pkt                |
| 5.                    | Felix Gall            | Austria               | Decathlon-AG2R La Mondiale | 18 pkt                |
| 6.                    | Quinn Simmons         | Stany Zjednoczone     | Lidl-Trek                  | 16 pkt                |
| 7.                    | Vincenzo Albanese     | Włochy                | EF Education-EasyPost      | 12 pkt                |
| 8.                    | Lewis Askey           | Wielka Brytania       | Groupama-FDJ               | 12 pkt                |
| 9.                    | Aleksandr Własow      | Rosja                 | Red Bull-Bora-Hansgrohe    | 10 pkt                |
| 10.                   | Ben O’Connor          | Australia             | Team Jayco AlUla           | 8 pkt                 |

| Klasyfikacja górska | Klasyfikacja górska | Klasyfikacja górska | Klasyfikacja górska        | Klasyfikacja górska |
| Kolarz              | Kolarz              | Państwo             | Drużyna                    | Punkty              |
| ------------------- | ------------------- | ------------------- | -------------------------- | ------------------- |
| 1.                  | Aleksandr Własow    | Rosja               | Red Bull-Bora-Hansgrohe    | 45 pkt              |
| 2.                  | João Almeida        | Portugalia          | UAE Team Emirates XRG      | 29 pkt              |
| 3.                  | Mauro Schmid        | Szwajcaria          | Team Jayco AlUla           | 24 pkt              |
| 4.                  | Oscar Onley         | Wielka Brytania     | Team Picnic-PostNL         | 23 pkt              |
| 5.                  | Pello Bilbao        | Hiszpania           | Bahrain Victorious         | 23 pkt              |
| 6.                  | Kévin Vauquelin     | Francja             | Arkéa-B&B Hotels           | 17 pkt              |
| 7.                  | Felix Engelhardt    | Niemcy              | Team Jayco AlUla           | 15 pkt              |
| 8.                  | Quinn Simmons       | Stany Zjednoczone   | Lidl-Trek                  | 13 pkt              |
| 9.                  | Felix Gall          | Austria             | Decathlon-AG2R La Mondiale | 13 pkt              |
| 10.                 | Neilson Powless     | Stany Zjednoczone   | EF Education-EasyPost      | 12 pkt              |

| Klasyfikacja górska | Klasyfikacja górska | Klasyfikacja górska | Klasyfikacja górska        | Klasyfikacja górska |
| Kolarz              | Kolarz              | Państwo             | Drużyna                    | Punkty              |
| ------------------- | ------------------- | ------------------- | -------------------------- | ------------------- |
| 1.                  | Aleksandr Własow    | Rosja               | Red Bull-Bora-Hansgrohe    | 45 pkt              |
| 2.                  | João Almeida        | Portugalia          | UAE Team Emirates XRG      | 29 pkt              |
| 3.                  | Mauro Schmid        | Szwajcaria          | Team Jayco AlUla           | 24 pkt              |
| 4.                  | Oscar Onley         | Wielka Brytania     | Team Picnic-PostNL         | 23 pkt              |
| 5.                  | Pello Bilbao        | Hiszpania           | Bahrain Victorious         | 23 pkt              |
| 6.                  | Kévin Vauquelin     | Francja             | Arkéa-B&B Hotels           | 17 pkt              |
| 7.                  | Felix Engelhardt    | Niemcy              | Team Jayco AlUla           | 15 pkt              |
| 8.                  | Quinn Simmons       | Stany Zjednoczone   | Lidl-Trek                  | 13 pkt              |
| 9.                  | Felix Gall          | Austria             | Decathlon-AG2R La Mondiale | 13 pkt              |
| 10.                 | Neilson Powless     | Stany Zjednoczone   | EF Education-EasyPost      | 12 pkt              |

| Klasyfikacja młodzieżowa | Klasyfikacja młodzieżowa | Klasyfikacja młodzieżowa | Klasyfikacja młodzieżowa   | Klasyfikacja młodzieżowa |
| Kolarz                   | Kolarz                   | Państwo                  | Drużyna                    | Czas                     |
| ------------------------ | ------------------------ | ------------------------ | -------------------------- | ------------------------ |
| 1.                       | Kévin Vauquelin          | Francja                  | Arkéa-B&B Hotels           | 29h 30' 08"              |
| 2.                       | Oscar Onley              | Wielka Brytania          | Team Picnic-PostNL         | + 51"                    |
| 3.                       | Ilan Van Wilder          | Belgia                   | Soudal Quick-Step          | + 5' 09"                 |
| 4.                       | Pablo Castrillo          | Hiszpania                | Movistar Team              | + 5' 34"                 |
| 5.                       | Finlay Pickering         | Wielka Brytania          | Bahrain Victorious         | + 11' 51"                |
| 6.                       | Romain Grégoire          | Francja                  | Groupama-FDJ               | + 15' 34"                |
| 7.                       | Joseph Blackmore         | Wielka Brytania          | Israel-Premier Tech        | + 18' 53"                |
| 8.                       | Ewen Costiou             | Francja                  | Arkéa-B&B Hotels           | + 29' 25"                |
| 9.                       | Tijmen Graat             | Holandia                 | Team Visma \| Lease a Bike | + 33' 45"                |
| 10.                      | Sam Maisonobe            | Francja                  | Cofidis                    | + 39' 13"                |

| Klasyfikacja młodzieżowa | Klasyfikacja młodzieżowa | Klasyfikacja młodzieżowa | Klasyfikacja młodzieżowa   | Klasyfikacja młodzieżowa |
| Kolarz                   | Kolarz                   | Państwo                  | Drużyna                    | Czas                     |
| ------------------------ | ------------------------ | ------------------------ | -------------------------- | ------------------------ |
| 1.                       | Kévin Vauquelin          | Francja                  | Arkéa-B&B Hotels           | 29h 30' 08"              |
| 2.                       | Oscar Onley              | Wielka Brytania          | Team Picnic-PostNL         | + 51"                    |
| 3.                       | Ilan Van Wilder          | Belgia                   | Soudal Quick-Step          | + 5' 09"                 |
| 4.                       | Pablo Castrillo          | Hiszpania                | Movistar Team              | + 5' 34"                 |
| 5.                       | Finlay Pickering         | Wielka Brytania          | Bahrain Victorious         | + 11' 51"                |
| 6.                       | Romain Grégoire          | Francja                  | Groupama-FDJ               | + 15' 34"                |
| 7.                       | Joseph Blackmore         | Wielka Brytania          | Israel-Premier Tech        | + 18' 53"                |
| 8.                       | Ewen Costiou             | Francja                  | Arkéa-B&B Hotels           | + 29' 25"                |
| 9.                       | Tijmen Graat             | Holandia                 | Team Visma \| Lease a Bike | + 33' 45"                |
| 10.                      | Sam Maisonobe            | Francja                  | Cofidis                    | + 39' 13"                |

| Klasyfikacja drużynowa | Klasyfikacja drużynowa | Klasyfikacja drużynowa       | Klasyfikacja drużynowa |
| Drużyna                | Drużyna                | Państwo                      | Czas                   |
| ---------------------- | ---------------------- | ---------------------------- | ---------------------- |
| 1.                     | Israel-Premier Tech    | Izrael                       | 89h 05' 10"            |
| 2.                     | UAE Team Emirates XRG  | Zjednoczone Emiraty Arabskie | + 11' 41"              |
| 3.                     | Lidl-Trek              | Stany Zjednoczone            | + 20' 03"              |
| 4.                     | Movistar Team          | Hiszpania                    | + 27' 27"              |
| 5.                     | Team Picnic-PostNL     | Holandia                     | + 27' 52"              |

| Klasyfikacja drużynowa | Klasyfikacja drużynowa | Klasyfikacja drużynowa       | Klasyfikacja drużynowa |
| Drużyna                | Drużyna                | Państwo                      | Czas                   |
| ---------------------- | ---------------------- | ---------------------------- | ---------------------- |
| 1.                     | Israel-Premier Tech    | Izrael                       | 89h 05' 10"            |
| 2.                     | UAE Team Emirates XRG  | Zjednoczone Emiraty Arabskie | + 11' 41"              |
| 3.                     | Lidl-Trek              | Stany Zjednoczone            | + 20' 03"              |
| 4.                     | Movistar Team          | Hiszpania                    | + 27' 27"              |
| 5.                     | Team Picnic-PostNL     | Holandia                     | + 27' 52"              |

### Liderzy klasyfikacji
| Etap   |                                     | Pierwsze miejsce _ | Klasyfikacja generalna | Punktowa        | Górska           | Młodzieżowa     | Najaktywniejszych  | Drużynowa                  |
| ------ | ----------------------------------- | ------------------ | ---------------------- | --------------- | ---------------- | --------------- | ------------------ | -------------------------- |
| 1      | płaski                              | Romain Grégoire    | Romain Grégoire        | Romain Grégoire | Felix Engelhardt | Romain Grégoire | Julian Alaphilippe | Team Visma \| Lease a Bike |
| 2      | pagórkowaty                         | Vincenzo Albanese  | Romain Grégoire        | Romain Grégoire | Felix Engelhardt | Romain Grégoire | Mauro Schmid       | Team Visma \| Lease a Bike |
| 3      | pagórkowaty                         | Quinn Simmons      | Romain Grégoire        | Romain Grégoire | Felix Engelhardt | Romain Grégoire | Quinn Simmons      | Movistar Team              |
| 4      | górski                              | João Almeida       | Romain Grégoire        | João Almeida    | Felix Engelhardt | Romain Grégoire | Quinn Simmons      | Israel-Premier Tech        |
| 5      | górski                              | Oscar Onley        | Kévin Vauquelin        | João Almeida    | Aleksandr Własow | Kévin Vauquelin | Pello Bilbao       | Israel-Premier Tech        |
| 6      | pagórkowaty                         | Jordi Meeus        | Kévin Vauquelin        | João Almeida    | Aleksandr Własow | Kévin Vauquelin | Stefan Küng        | Israel-Premier Tech        |
| 7      | pagórkowaty                         | João Almeida       | Kévin Vauquelin        | João Almeida    | Aleksandr Własow | Kévin Vauquelin | Quinn Simmons      | Israel-Premier Tech        |
| 8      | jazda indywidualna na czas pod górę | João Almeida       | João Almeida           | João Almeida    | Aleksandr Własow | Kévin Vauquelin | nie przyznano      | Israel-Premier Tech        |
| Koniec | Koniec                              |                    | João Almeida           | João Almeida    | Aleksandr Własow | Kévin Vauquelin | Quinn Simmons      | Israel-Premier Tech        |